# Bogusław Jaźwiec
Bogusław Jaźwiec (ur. 11 marca 1925 we Przedborzu, zm. 11 września 2005) – polski wojskowy w stopniu pułkownika, działacz partyjny i państwowy, wojewoda tarnobrzeski (1982–1990).

## Życiorys
Syn Wincentego i Franciszki z Wawrzynów. Jego ojciec pochodził z wsi Gardzice w gminie Gębarzew, był pracownikiem poczty, kuratorem mienia Skarbu Państwa, a następnie naczelnikiem Urzędu Pocztowego w Przedborzu. W 1938 rodzina przeniosła się do Skarżyska, gdzie Wincenty prowadził sklep spożywczy.
Bogusław do wybuchu wojny ukończył Szkołę Powszechną w Przedborzu, zaś podczas okupacji naukę kontynuował na tajnych kompletach. Związał się z konspiracją skarżyską Armii Krajowej pod pseudonimem „Rajzer”, był żołnierzem zgrupowania gen. bryg. Antoniego Hedy ps. „Szary”.
W latach 1946-1948 odbył zasadniczą służbę wojskową, następnie pracował w ruchu związkowym. Ponownie został powołany do wojska w 1951. Po ukończeniu nauki w Centrum Wyszkolenia Kwatermistrzowskiego, służbę oficerską pełnił w jednostkach wojsk lotniczych. W 1956 wstąpił do PZPR. Był m.in. zastępcą szefa sztabu Dowództwa Wojsk Lotniczych w Poznaniu. Od 1973 pełnił służbę w Sztabie Generalnym WP na stanowisku zastępcy szefa zarządu. W 1975 ukończył studia z zakresu administracji na Uniwersytecie Warszawskim.
Od kwietnia 1982 do 1990 roku pełnił funkcję wojewody tarnobrzeskiego. Zdobył niechlubną popularność ze względu na szykanowanie przyszłego biskupa Edwarda Frankowskiego, gdy ten był proboszczem w Stalowej Woli. W latach 1983–1989 był też członkiem Egzekutywy Komitetu Wojewódzkiego PZPR w Tarnobrzegu.

## Odznaczenia i wyróżnienia
- Krzyż Kawalerski Orderu Odrodzenia Polski (1973)[2]
- Wpis do „Księgi zasłużonych dla województwa tarnobrzeskiego” (1987)[3].